# Route nationale 3b (Madagascar)
Pour les articles homonymes, voir Route 3B.
La route nationale 3b (N 3b) est une route nationale s'étendant de Sambava  jusqu'à Andapa à Madagascar.

## Description
La N 3b parcourt 106 km dans la région de Sava.

## Parcours
D'est en ouest:
- Sambava (Croisement de la N 5a menant à  Ambilobe et Antalaha)
- Ambodivoara
- Ambodiampana
- Maroambihy
- Belaoka Lokoho
- Andrakata
- Andapa